# Plomari
Plomari (gr. Πλωμάρι) – miejscowość w Grecji, na wyspie Lesbos, w administracji zdecentralizowanej Wyspy Egejskie, w regionie Wyspy Egejskie Północne, w jednostce regionalnej Lesbos, w gminie Lesbos. W 2011 roku liczyła 2996 mieszkańców. Druga pod względem liczby ludności miejscowość na wyspie.

## Informacje ogólne
Plomari słynie z produkcji ouzo, tradycyjnej greckiej wódki anyżowej. Przemysł produkcji tego trunku stanowi ważną gałąź gospodarki miejscowości. W połowie lipca jest organizowany wielki festiwal ouzo, który przyciąga rzesze turystów. Kulminacją festiwalu są organizowane pod koniec festiwalu zawody sportowe w tym m.in. zawody konne.
Około 2 km od miejscowości znajduje się kurort Ajos Isidoros, w pobliżu którego znajduje się bardzo popularna plaża, wybrana w głosowaniu internetowym 7. najczystszą plażą Grecji. Około 6 km od Plomari znajduje się Melinda, 700-metrowa, plaża znajdująca się w przełomie rzeki, który obecnie jest zatkany przez rosnące tam drzewa oliwne.